# Kaynakkaya, Ömerli
Kaynakkaya là một xã thuộc huyện Ömerli, tỉnh Mardin, Thổ Nhĩ Kỳ. Dân số thời điểm năm 2010 là 881 người.